# Dayton Rains
Dayton Rains, född 18 mars 1977 i Sacramento, Kalifornien, USA, är en amerikansk skådespelare i pornografisk film. Hon medverkat i över 70 filmer sedan debuten 1998.